# Хворостин, Александр Евгеньевич
Александр Евгеньевич Хворостин (23 февраля 1910 — 15 августа 1986) — советский конструктор артиллерийских вооружений.

## Биография
Родился 23 февраля 1910 г. в городе Красный, Смоленской области. Окончил Военную академию в г. Ленинграде, конструктор артиллерийских систем. Был распределён в Москву, на должность главного конструктора.
Во время Великой Отечественной войны принимал участие в разработке многих проектов артиллерийских систем. Наиболее известный из них, дивизионная пушка ЗИС-3, которых было выпущено более 30000 орудий.
До 1944 года работал в ЦАКБ. Один из конструкторов (главный компоновщик) дивизионной пушки ЗИС-3, ведущий конструктор по 100-мм полевой пушке БС-3. Конструктор дивизионной пушки ЗИС-С-58, опытный образец которой изготовлен по его проекту. С 1944 года работал в Промышленной академии. В 1950 году был направлен военным советником в Китай. Курировал и преподавал в МВТУ имени Н. Э. Баумана на кафедре «Ракетные и импульсные системы». Профессор (1962). В дальнейшем проработал в Министерстве оборонной промышленности.
Автор и соавтор учебников:
- Хворостин А. Е., Проектирование противооткатных устройств. — М., 1971.
- Алферов В. В., Бакулин А. И., Орлов Б. В., Светлицкий В. А., Топчеев Ю. И., Устинов В. Ф., Хворостин А. Е. Проектирование ракетных и ствольных систем. Учебник. Под ред. Б. В. Орлова. — М.: Машиностроение, 1974, −828 с.

## Награды и премии
- Сталинская премия первой степени (1946) — за создание нового образца артиллерии[1]
- ордена и медали